# Championnat de Corée du Sud de football 1987
Navigation
Saison précédente Saison suivante
La saison 1987 du Championnat de Corée du Sud de football était la 5e édition de la première division sud-coréenne à poule unique, la K-League. Cinq clubs prennent part au championnat qui prend la forme d'une poule unique où toutes les équipes se rencontrent huit fois au cours de la saison. Il n'y a pas de club relégué en fin de saison, au vu du trop faible nombre de formations engagées dans la compétition.
Le club des Daewoo Royals remporte le titre de champion en terminant en tête du classement final, avec 6 points d'avance sur le tenant du titre, les POSCO Atoms et... 21 sur le club de Yukong Kokkiri. C'est le 2e titre de champion de l'histoire du club, qui a déjà été sacré en 1984.
Durant l'intersaison précédant la compétition, le club d'Hanil Bank quitte la K-League et n'est pas remplacé.

## Les 5 clubs participants
| - Yukong Kokkiri - Daewoo Royals - Hyundai Horang-i - Lucky-Goldstar Hwangso - POSCO Dolphins |

## Compétition
Le barème de points servant à établir le classement se décompose ainsi :
- Victoire : 2 points
- Match nul : 1 points
- Défaite : 0 point

### Classement
| Rang | Équipe                 | Pts | J  | G  | N  | P  | Bp | Bc | Diff |
| ---- | ---------------------- | --- | -- | -- | -- | -- | -- | -- | ---- |
| 1    | Daewoo Royals          | 46  | 32 | 16 | 14 | 2  | 41 | 20 | +21  |
| 2    | POSCO Atoms T          | 40  | 32 | 16 | 8  | 8  | 64 | 41 | +23  |
| 3    | Yukong Kokkiri         | 27  | 32 | 9  | 9  | 14 | 34 | 43 | -9   |
| 4    | Hyundai Horang-i       | 26  | 32 | 7  | 12 | 13 | 34 | 40 | -6   |
| 5    | Lucky-Goldstar Hwangso | 21  | 32 | 7  | 7  | 18 | 26 | 55 | -29  |

|  | Champion de Corée du Sud 1987 |
|  | T Tenant du titre             |

## Bilan de la saison
| Championnat de Corée du Sud de football 1987 |                          |
| Champion                                     | Daewoo Royals (2e titre) |
| Coupes et trophées                           |                          |
| Vainqueur de la Coupe de Corée du Sud 1987   | Non disputée             |
| Qualifications continentales                 |                          |
| Coupe d'Asie des clubs champions 1988-1989   | Aucun                    |
| Promotions et relégations                    |                          |
| Promus en K-League                           | Aucun                    |
| Relégués en K2-League                        | Aucun                    |